# Morro Reuter
Morro Reuter (németül: Reutersberg) egy község (município) Brazília Rio Grande do Sul államában. Népességét 2021-ben 6570 főre becsülték.

## Története
Területén természeti népek éltek, főként őslakos kaingangok, kisebb részben a jezsuita missziókból elmenekült guaranik; vadászó és gyűjtögető életmódot folytattak, és a domboldalakba vájt barlangokban laktak. Az európai gyarmatosítók érkezésével számuk lehanyatlott a telepesekkel való összecsapások és a betegségek miatt. Egykori jelenlétükre már csak az eldenevéresedett barlangokban található kezdetleges szerszámok utalnak.
Az 1820-as évek végén hunsrücki evangélikus németek telepedtek le, az első házat Matthias Mombach építette 1829-ben, a Walachainak nevezett részen. A Reuter nevet a kialakuló település az egyik alapító család tiszteletére vette fel, akik egy fogadót tartottak fenn, amely fontos megállóhelye lett az itt áthaladó hajcsároknak és kereskedőknek. A telepeseknek szembe kellett nézniük a szokatlan környezettel, vadállatokkal, banditákkal, ellenséges bennszülöttekkel. A Rio Grande do Sult megrázó harcok, lázadások (Farroupilha-felkelés, föderalista forradalom) is negatív hatással voltak Morro Reuterre, ugyanis portyázó csapatok többször kifosztották a települést.
1872-ben evangélikus templom épült, és Johann Wagner iskolát alapított. 1888-ban avatták fel Albino Sperb kereskedését, és ugyanekkor épült a Salão Wolf (ma Casarão) a Bohn család rezidenciájaként. 1902-ben Theodor Amstad megalapította Latin-Amerika legelső hitelszövetkezetetét (Caixa de Economia e Empréstimos Amstad), 1907-ben pedig bank alakult (Caixa Rural União Popular de São José do Herval), amely hozzájárult a település gazdasági fejlődéséhez. A két világháború között, a Vargas-korszakban a németek állami szintű elnyomással szembesültek, az egyházi iskolákat megszüntették, a német tankönyveket és újságokat betiltották.
1956-ban São Leopoldo község kerületévé nyilvánították, 1959-ben pedig az abból kiváló Dois Irmãos kerülete lett. Az 1960-as évek végén leaszfaltozták az országutat, az 1980-as években pedig az agrárkerületnek számító Morro Reuterbe megérkezett az ipar. 1992-ben függetlenedett és 1993-ban önálló községgé alakult.

## Leírása
Székhelye Morro Reuter, további kerületei nincsenek. Az Atlanti-parti Esőerdő Rezervátum területén fekszik 450-760 méter magasságon, a községközpont 55 kilométerre északra van Porto Alegretől.
Áthalad rajta a Rota Romântica, a túlnyomórészt német jellegű községeket összekötő tematikus turistaút.